# Narcissus segurensis
Narcissus segurensis és una espècie de planta bulbosa que pertany a la família de les amaril·lidàcies. Aquesta espècie és endèmica de la Sierra de Segura a les Serralades Bètiques del sud d'Espanya, on té una estreta distribució restringida a la riera de la Nava del Espino a prop d'Orcera, província de Jaén.

## Descripció
És una planta nana (juntament amb Narcissus asturiensis (Jordan) Pugsley, és el narcís de trompeta més petit descrit en estat salvatge) amb un petit bulb que porta a sortir una flor única i bicolor. Una bràctea (fins a 40 mm) i una flor relativament grans, amb tèpals erectes a erectopatents. La seva corol·la és convexa petita (15-17 mm) amb marge dentat o dentat crenat. La longitud de les anteres és igual o superior a la longitud dels filaments estaminals, cosa que constitueix una característica excepcional en el gènere Narcissus.
Es considera un sinònim de Narcissus pseudonarcissus subsp. nevadensis per la WCSP (2017) i de Narcissus hispanicus per The Plant List (2017).

## Distribució
Actualment es coneixen dos grups reduïts amb menys de 100 individus, però no es va poder estimar una mida aproximada de la població. Tots dos estan situats al llarg de la mateixa riera i separats per un camí amb no més de 25 m entre ells. Hi ha una clara tendència descendent en la grandària de la població. La productivitat de llavors (nombre de llavors/fruits) d'aquesta espècie sembla molt baixa en comparació amb altres tàxons relacionats.
L'espècie estretament relacionada amb N. yepesii es pot trobar als voltants. Es poden trobar dues subpoblacions híbrides naturals entre N. segurensis i N. yepesii en zones obertes de pastures o sota el dosser arbori del bosc secundari de Pinus amb Crataegus. Les estimacions realitzades sobre la grandària de la població d'aquest híbrid s'han trobat més de 5.000 individus. Els individus híbrids presenten una forma molt vigorosa i probablement constitueixen un problema futur per al manteniment del genotip original de N. segurensis.

## Hàbitat
L'espècie es troba en sòls humits al sotabosc i a les ribes de mesoforestes bètiques secundàries ripícoles i mesoigròfiles de roures caducifolis i boscos de Corylus com Corylus avellana, C. hispanica, Ulmus glabra, Sorbus torminalis, Quercus pyrenaica, Acer granatense, Ilex aquifolium i Prunus mahaleb. Viu en comunitats herbàcies perennes semiombrejades de boscos perifèrics externs situats a 1.350 msnm en sediments silicis al·lòctons de Facies Utrillas.
Aquesta espècie de narcís és endèmica de les muntanyes Bètiques del sud d'Espanya, on s'ha registrat a partir de cinc localitats al llarg de la riera de la Fuente de la Jordana i àrees veïnes, a la Sierra de Segura, província de Jaén.

## Amenaces
Les principals possibles amenaces possibles a aquesta espècie són canvis en l'ús del sòl i en els règims hidrològics (per exemple, l'extracció o derivació d'aigua alterarien la humitat del sòl), el trepig de la ramaderia i l'abandonament de pràctiques de gestió tradicionals i sostenibles en un futur proper, ja que l'abandonament afavoriria una cobertura excessiva per part dels matolls i les lianes que impedirien l'accessibilitat per a la pol·linització de les flors.
La recol·lecció incontrolada de llavors i bulbs amb finalitats comercials o la indústria farmacèutica coneguda en el passat per altres tàxons és un risc plausible addicional a tenir en compte per aquesta rara planta.

## Accions de conservació
Totes les subpoblacions conegudes estan presents a l'àrea protegida del Parc Natural de les Sierras de Cazorla, Segura i Las Villas. Està catalogat com a Dades Insuficients a nivell nacional. Encara no s'ha inclòs a la llista a nivell regional d'Andalusia. Pel que fa a les mesures de conservació ex situ, es mantenen algunes mostres i una recol·lecció de plantes vives al jardí botànic de Torretes, Institut de Recerca CIBIO, Universitat d'Alacant.
Cal una investigació addicional per aclarir l'estat taxonòmic d'aquesta espècie. Es recomana protecció del lloc ja que l'espècie es troba en terrenys privats dins d'una zona protegida.

## Taxonomia
Narcissus segurensis va ser descrita per S.Ríos, D.Rivera, Alcaraz i Obón, i publicat a Botanical Journal of the Linnean Society 131(2): 155. l'any 1999.
Etimologia
Narcissus nom genèric que fa referència del jove narcisista de la mitologia grega Νάρκισσος (Narkissos) fill del déu riu Cefís i de la nimfa Liríope; que es distingia per la seva bellesa.
El nom deriva de la paraula grega: ναρκὰο, narkào (= narcòtic) i es refereix a l'olor penetrant i embriagant de les flors d'algunes espècies (alguns sostenen que la paraula deriva de la paraula persa نرگس i que es pronuncia Nargis, que indica que aquesta planta és embriagadora).
segurensis: epítet geogràfic llatí que designa a la comarca andalusa Sierra de Segura.